# Ferdinand Brunetière
Ferdinand Brunetière (* 19. Juli 1849 in Toulon; † 9. Dezember 1906 in Paris) war ein französischer Schriftsteller und Literaturkritiker.

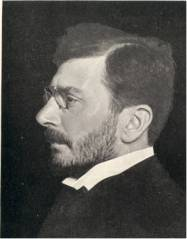
Ferdinand Brunetière

## Leben
Brunetière ging in Marseille zur Schule. Anschließend studierte er am Lycée Louis-le-Grand. Zunächst strebte er die Laufbahn eines Lehrers an, doch er scheiterte in den Prüfungen an der École normale supérieure. Der Ausbruch des Deutsch-Französischen Krieges im Jahre 1870 hielt ihn von einem zweiten Versuch ab. Nachdem er einige Artikel in der Zeitschrift Revue Bleue veröffentlicht hatte, begann er für die Revue des Deux Mondes zu arbeiten, zunächst als einfacher Mitarbeiter, stieg aber bis 1893 zum Hauptherausgeber der Zeitschrift auf.
Ab 1886 wirkte Brunetière als Maître de conférences (Professor) für französische Sprache und Literatur an der École normale supérieure. 1887 wurde er zum Mitglied der Légion d’Honneur ernannt, 1893 wurde er in die Académie française aufgenommen, 1898 in die American Academy of Arts and Sciences gewählt.
Vor 1895 wurde Brunetière als Rationalist eingestuft. In diesem Jahr veröffentlichte er einen Artikel über einen Besuch im Vatikan, in dem er die Ansicht vertrat, dass die Wissenschaft unfähig sei, moralische Gesellschaftsnormen zu erzeugen. Er scheute nicht die Auseinandersetzung mit Autoritäten. Aufgrund seiner Rigorosität, Intoleranz und Angriffslust hatte dies zur Folge, dass er von vielen abgelehnt wurde, auch von solchen, die seine fachlichen Kompetenzen und seine intellektuellen Fähigkeiten schätzten.
Marcel Proust lässt in seinem Roman Auf der Suche nach der verlorenen Zeit den Diplomaten Norpois auftreten, dessen politisch konservative und literarisch konventionelle, in jedem Falle apodiktische Urteile den Leitartikeln von Ferdinand Brunetière in der Form von Pastiches nachempfunden sind.

## Werke
- Le Roman naturaliste (1883)
- Évolution de la critique (1890)
- Évolution des genres dans l'histoire de la littérature (1890)
- Évolution de la poésie lyrique en France au dix-neuvième siècle (1891–1892)
- Histoire de la littérature française classique (1891–1892)
- Histoire du théâtre français (1891–1892)
- Essais sur la littérature contemporaine (1892)
- La Renaissance de l'Idéalisme (1896)
- La Moralité de la Doctrine Évolutive (1896)
- L'Art et la Morale (1898)
- Manuel de l'histoire de la littérature française (1898)
- Sur les chemins de la croyance (1904)
- Honoré de Balzac (1905)
- Études critiques sur l'histoire de la littérature française (1880–1907)
- Discours de combat (1907)
- Lettres de combat (1912)